# Tonya Matthews
Tonya Matthews es una ingeniera biomédica estadounidense. Fue directora general y presidenta del Míchigan Science Center.

## Infancia y educación
Cuando era pequeña, Matthews disfrutaba de sus visitas a los museos. Estudió ingeniería biomédica en la Universidad Duke, graduándose en 1996. Durante sus estudios de pregrado completó un curso en estudios afroamericanos. Realizó sus estudios de posgrado en la Universidad de Johns Hopkins, donde obtuvo su doctorado en el año 2006. En esa misma época, investigaba el ADN de las células capilares de la oreja interna y trabajaba en el Centro de Ciencia del Maryland.

## Investigación y carrera
Matthews se unió al Centro de Ciencia de Maryland, donde fundó un laboratorio urbano sobre programas escolares. Trabajó en la Administración de Alimentos y Medicamentos, más concretamente en el departamento de dispositivos neurológicos y reparativos. Concluida su labor, fue nombrada Vicepresidenta del Cincinnati Museum Center, donde se encargó de dirigir la investigación y los programas formativos. Desde allí, lanza el programa GIRLS (Chicas en Ciencias de la Vida Real). En 2008 en la lista de los "Cuarenta mejores por debajo de 40" de la revista Business Courier (top Forty Under 40).
En el 2013, se unió al Míchigan Science Center como Presidenta y directora general. Bajo su liderazgo, el Míchigan Science Center ha trabajado con 300.000 niños. En 2016, lanzaron el proyecto STEMinista, con el objetivo de entusiasmar a chicas de secundaria para que se acercasen a la ciencia. El programa cuenta con una base de datos de mujeres, trabajadoras del CTIM, que actúan como mentoras y ejemplo a seguir para estas chicas. Ese mismo año, Matthews recibió el doctorado honorífico de parte de la Universidad Central de Míchigan. Es además reconocida por Míchigan Chronicle como parte del top 100 de hombres y mujeres del estado de Míchigan.
Fue nombrada por el Secretario de Educación de los Estados Unidos para servir en el consejo de administración de la Valoración Nacional de Progreso Educativo. Trabaja también en el consejo de educación científica de las Academias Nacionales de Ciencias, Ingeniería, y Medicina. Matthews recibió el Premio de la Fundación Whitaker por Ingeniería de Excelencia. Trabaja estrechamente con el Wayne County Community College District y la Universidad de Detroit Misericordia.